# Алієв Гулям Алійович
Гулям Алійович Алієв  (20 грудня 1915, місто Самарканд, тепер Узбекистан — 13 березня 2009, місто Душанбе, Таджикистан) — радянський таджицький державний діяч, секретар ЦК КП Таджикистану, міністр сільського господарства Таджицької РСР, в. о. президента Академії наук Таджицької РСР (1954—1957). Таджицький вчений в галузі зоотехнії, селекції, генетики та розведення овець, кандидат сільськогосподарських наук (1940), член-кореспондент Академії наук Таджицької РСР (1951), академік Академії наук Таджицької РСР з Відділення біологічних наук (приватна зоологія) (24.04.1953), доктор сільськогосподарських наук (1965), дійсний член Всесоюзної академії сільськогосподарських наук імені Леніна (ВАСГНІЛ) (27.06.1972), професор (1973), дійсний член Таджицької академії сільськогосподарських наук (1994). Депутат Верховної ради Таджицької РСР 4—9-го скликань. 

## Життєпис
Народився в районі Богішмал міста Самарканда.
У 1934 році закінчив Самаркандський сільськогосподарський інститут.
У 1934—1936 роках — зоотехнік каракулівницького радгоспу «Гузар» Гузарського району Узбецької РСР. 
У 1936—1937 роках — асистент кафедри розведення сільськогосподарських тварин Самаркандського сільськогосподарського інституту імені Куйбишева.
У 1937—1940 роках — аспірант Всесоюзного науково-дослідного інституту тваринництва імені академіка Ернста.
Член ВКП(б) з 1940 року.
У 1940—1942 роках — директор Таджицької комплексної дослідної станції з тваринництва.
У 1942—1943 роках — заступник завідувача сільськогосподарського відділу ЦК КП(б) Таджикистану.
З 1943 до 1945 року перебував на дипломатичній роботі: аташе посольства СРСР в Ірані.
У 1945—1948 роках — директор Таджицького відділення Науково-дослідного інституту тваринництва Академії наук СРСР. З 1948 до 1950 року — на керівній науковій роботі в Інституті тваринництва Таджицької філії Академії наук СРСР.
У 1950—1953 роках — ректор Таджицького сільськогосподарського інституту. Одночасно в 1950—1953 роках — завідувач кафедри приватного тваринництва Таджицького сільськогосподарського інституту.
24 квітня 1953 — 1 червня 1957 року — віцепрезидент Академії наук Таджицької РСР.
Одночасно в липні 1954 — 1 червня 1957 року — виконувач обов'язки президента Академії наук Таджицької РСР.
У травні 1957 — 1958 року — старший науковий співробітник Інституту тваринництва Міністерства сільського господарства Таджицької РСР.
У 1958 році — заступник міністра сільського господарства Таджицької РСР.
У 1958—1962 роках — міністр сільського господарства Таджицької РСР.
26 травня 1962 — 20 березня 1973 року — секретар ЦК КП Таджикистану із питань сільського господарства.
Одночасно 21 грудня 1962 — 23 грудня 1964 року — голова Бюро ЦК КП Таджикистану із керівництва сільськогосподарським виробництвом.
У березні 1973 — 1981 року — ректор Таджицького сільськогосподарського інституту в місті Душанбе.
У 1981—1987 роках — завідувач лабораторії генетики та селекції овець Відділу охорони та раціонального використання природних ресурсів Академії наук Таджицької РСР.
У 1987—1995 роках — завідувач лабораторії генетики Відділу загальної генетики бавовнику Академії наук Таджицької РСР (Таджикистану).
У 1996—2002 роках — завідувач лабораторії генетики Інституту фізіології рослин та генетики Академії наук Таджикистану.
Був членом Міжнародного генетичного конгресу (1989), головою Таджицького відділення Всесоюзного товариства генетиків та селекціонерів імені Миколи Вавілова. Член президії Таджицької академії сільськогосподарських наук з 1994 року, радник Президії Академії наук Республіки Таджикистан з 1995 по 2009 роки.
Помер 13 березня 2009 року в місті Душанбе.

## Науковий доробок
Основні наукові роботи присвячені якісному перетворенню тваринництва Таджикистану та поліпшенню його кормової бази. Досліджував питання штучного запліднення та вдосконалення породності рогатої худоби. Приділяв велику увагу створенню наукової системи ведення сільського господарства та впровадженню бавовняно-люцернових сівозмін.
Разом із співробітниками в 1963 році вивів нову породу овець, що отримала назву «таджицька», яка поєднує в собі великі розміри тіла, великий курдюк та прекрасні якості шерсті. Розробив основні принципи селекції сільськогосподарських тварин, вивів таджицьку м'ясо-сально-вовняну породу овець.
Автор понад 350 наукових праць, опублікованих російською, таджицькою та узбецькою мовами, 15 книг, брошур та 3 монографії. Основні праці:
- Таджицька м'ясо-сально-вовняна порода овець. Душанбе: Ірфон, 1967. 347 с.
- Генетичні основи пігментації шерстного покриву овець /співавт. М. Л. Рачковський. Академія наук Таджицької РСР. Відділ охорони та раціонального використання природних ресурсів. Душанбе: Доніш, 1987. 200 с.
- Біологічні основи утримання овець в умовах спекотного клімату / співавт. В. Тен. Академія наук Таджицької РСР. Відді загальної генетики. Душанбе: Доніш, 1991. 319 с.

## Нагороди та звання
- чотири ордени Трудового Червоного Прапора (1954, 1957, 1965, 1971)
- медаль «За доблесну працю у Великій Вітчизняній війні 1941—1945 рр.» (1945)
- медаль «За доблесну працю. В ознаменування 100-річчя з дня народження Володимира Ілліча Леніна» (1970)
- медаль «Ветеран праці» (1978)
- чотири медалі ВДНГ
- медалі
- Почесні грамоти Президії Верховної ради Таджицької РСР (1970)
- Заслужений діяч науки Таджицької РСР (1975)
- Лауреат Державної премії імені Абуалі ібн Сіно (Таджикистан) (2001)